# Яшински, Василе
Василе Яшински (рум. Vasile Iașinschi; 7 декабря 1892, Бурла, жудец Рэдэуць — 3 ноября 1978, Мадрид, Испания) — один из видных деятелей румынского фашистского движения «Железная гвардия», министр в «легионерском правительстве» 1940—1941 гг.
По профессии фармацевт. Высшее образование получил в гг. Черновцы и Яссы, где он возглавлял компанию «Avram Iancu».
Познакомившись с Корнелиу Кодряну, с самого возникновения был активным членом движения «Железная гвардия».
С 27 августа 1922 г. создал в Рэдэуць аптеку «Izvorul sănătății» (Источник здоровья) — единственную румынскую аптеку на Буковине, где в те годы была сложная этнополитическая ситуация.
С 1926 г. публиковался в газете «Буковинская стража», «Garda Bucovinei».
В «легионерском правительстве» 1940—1941 гг. занял пост министра труда, здравоохранения и социального обеспечения.
Во время бухарестского погрома 1941 г. Яшинский приказал поджечь еврейский квартал, а когда ему стали возражать, опасаясь, что пожар может охватить весь город, Яшински ответил «Слишком поздно, поджигатели уже проложили себе дорогу».
После поражения легионерского путча, в 1941—1944 г. находился в немецких концентрационных лагерях Беркенбрюк и Бухенвальд.
В 1944 г. занял пост министра труда в коллаборационистском «румынском правительстве в изгнании» в г. Вена, которое возглавил Хория Сима (декабрь 1944 — май 1945). В 1946 г. вместе с другими членами «правительства» подал американцам прошение о невыдаче в Румынию, находился вместе с ними в лагере в г. Глазенбах (Австрия), был освобождён 1 октября 1946 г.
В первые годы эмиграции работал помощником Х. Симы.
На процессе в Бухаресте 6-17 мая 1947 г. заочно приговорён к смертной казни.
В 1951 г. был редактором издания «Циркуляры, письма, советы, мысли», Мадрид (93 стр.). В следующем году опубликовал в г. Барселона труд «Румынские легионеры Мота и Марин». С 1952 г. руководил легионерским журналом «Libertatea», издававшимся в Мадриде.
После реорганизации Легионерского движения в изгнании возглавлял его руководящие органы до своей смерти в 1978 г.